# Peter Polansky
Peter Polansky (North York, 15 juni 1988) is een Canadees tennisser. Zijn hoogste plaats op de ATP-ranglijst is de 149e, die hij behaalde op 24 september 2012.
Polansky heeft in zijn carrière nog geen ATP-toernooi op zijn naam geschreven. In het enkelspel won hij wel acht futurestoernooien. Zijn beste resultaat in het enkelspel op een grandslamtoernooi is de tweede ronde.

## loopbaan

### Jaarverslagen

#### 2004 - 2006
Tijdens deze jaren speelde Polansky voornamelijk futurestoernooien. Hij speelde in 2006 zijn eerste match op ATP-niveau op de Masters van Toronto, waar hij in de eerste ronde verloor van zijn landgenoot Frank Dancevic.

#### 2007 - 2010
In 2007 won Polansky vier futurestoernooien, drie in januari en een in maart. In januari 2008 won hij zijn vijfde futurestoernooi. In 2009 kwam hij voor het eerst op de hoofdtabel van een grandslamtoernooi. Polansky wist zich via de kwalificaties te plaatsen voor de Australian Open, waar hij in de eerste ronde verloor. Hetzelfde gebeurde op Roland Garros en de US Open. In augustus 2009 boekte hij zijn eerste zege op ATP-niveau. Hij versloeg zijn landgenoot Bruno Agostinelli in de eerste ronde van de Masters van Montréal, maar verloor in de tweede van Novak Đoković. In oktober bereikte hij met de 164e plaats zijn hoogste ranking op de ATP-ranglijst. In 2010 bleven de goede resultaten uit. Zijn beste resultaat van de eerste helft van het jaar was een halve finale in een challenger. Tijdens de zomer wist hij zich te plaatsen voor de Canada Masters en de US Open, waar hij telkens de tweede ronde haalde. Het was de eerste maal dat Polansky een match won op de hoofdtabel van een grandslamtoernooi. Hij versloeg Juan Monaco in de eerste ronde, en verloor van James Blake in de tweede. In het najaar zette hij echter geen noemenswaardige resultaten meer neer. In 2011 speelde hij ook vooral op challengerniveau. In de tweede helft van het jaar won hij drie futurestoernooien.

### Davis Cup
Polansky speelde in 2007 voor het eerst voor het Canadese Davis Cupteam, in een duel tegen Colombia in de kwartfinale van de Amerikaanse Groep 1. Hij speelde van 2007 tot en met 2011 elk jaar in de Davis Cup. In totaal speelde hij twaalf enkelpartijen, waarvan hij er acht won.

## Palmares
| Legenda                       | Legenda               |
| ----------------------------- | --------------------- |
| Grand Slam                    |                       |
| Olympische Spelen             |                       |
| tot 2009                      | vanaf 2009            |
| Tennis Masters Cup            | ATP Finals            |
| ATP Masters Series            | ATP Tour Masters 1000 |
| ATP International Series Gold | ATP Tour 500          |
| ATP International Series      | ATP Tour 250          |

### Enkelspel
| Nr.                          | Datum             | Toernooi | Ondergrond | Tegenstander in finale | Score            |
| ---------------------------- | ----------------- | -------- | ---------- | ---------------------- | ---------------- |
| gewonnen finales challengers |                   |          |            |                        |                  |
| 1.                           | 13 oktober 2013   | Tiburon  | Hardcourt  | Matthew Ebden          | 7-5, 6-3         |
| 2.                           | 14 augustus 2016  | Gatineau | Hardcourt  | Vincent Millot         | 3-6, 6-4, opgave |
| 3.                           | 26 juli 2018      | Granby   | Hardcourt  | Ugo Humbert            | 6-4, 1-6, 6-2    |
| 4.                           | 22 september 2019 | Columbus | Hardcourt  | Jeffrey John Wolf      | 6-3, 7-6         |

### Mannendubbelspel
| Nr.                                  | Datum             | Toernooi  | Ondergrond    | Partner        | Tegenstanders in finale             | Score                  |
| ------------------------------------ | ----------------- | --------- | ------------- | -------------- | ----------------------------------- | ---------------------- |
| gewonnen challengers herendubbelspel |                   |           |               |                |                                     |                        |
| 1.                                   | 7 juli 2008       | Granby    | Hardcourt     | Philip Bester  | Alberto Francis Nicholas Monroe     | 2-6, 6-1, [10-5]       |
| 2.                                   | 31 januari 2011   | Burnie    | Hardcourt     | Philip Bester  | Marinko Matosevic Jose Statham      | 6-4, 3-6, [14-12]      |
| 3.                                   | 21 juli 2013      | Granby    | Hardcourt     | Erik Chvokja   | Adam El Mihdawy Ante Pavic          | 6-4, 6-3               |
| 4.                                   | 28 juli 2013      | Lexington | Hardcourt     | Frank Dancevic | Bradley Klahn Michael Venus         | 7-5, 6-3               |
| 5.                                   | 6 juli 2014       | Manta     | Hardcourt     | Chase Buchanan | Luis David Martínez Eduardo Struvay | 6-4, 6-4               |
| 6.                                   | 27 juli 2014      | Lexington | Hardcourt     | Adil Shamasdin | Chase Buchanan James McGee          | 6-4, 6-2               |
| 7.                                   | 28 september 2014 | Napa      | Hardcourt     | Adil Shamasdin | Bradley Klahn Tim Smyczek           | 7-6, 6-1               |
| 8.                                   | 26 juli 2015      | Granby    | Hardcourt     | Philip Bester  | Enzo Couacaud Luke Saville          | 6-7(5), 7-6(2), [10-7] |
| 9.                                   | 20 februari 2016  | Morelos   | Hardcourt     | Philip Bester  | Marcelo Arévalo Sergio Galdós       | 6-4, 3-6, [10-6]       |
| 10.                                  | 20 februari 2016  | Morelos   | Hardcourt     | Philip Bester  | Marcelo Arévalo Sergio Galdós       | 6-4, 3-6, [10-6]       |
| 11.                                  | 18 september 2016 | Cary      | Hardcourt     | Philip Bester  | Austin Krajicek Stefan Kozlov       | 6-2, 6-2               |
| 12.                                  | 13 november 2016  | Knoxville | Hardcourt     | Adil Shamasdin | Ruben Bemelmans Joris De Loore      | 6-1, 6-3               |
| 13.                                  | 7 mei 2017        | Savannah  | Gravel        | Neal Skupski   | Luke Bambridge Mitchell Krueger     | 4-6, 6-3, [10-1]       |
| 14.                                  | 20 mei 2018       | Bordeaux  | Gravel        | Bradley Klahn  | Guillermo Duran Maximo Gonzalez     | 6-3, 3-6, [10-7]       |
| 15.                                  | 23 september 2018 | Columbus  | Hardcourt (i) | Tommy Paul     | Gonzalo Escobar Roberto Quiroz      | 6-3, 6-3               |
| 16.                                  | 14 juli 2019      | Winnipeg  | Hardcourt     | Darian King    | Hunter Reese Adil Shamasdin         | 7-6, 6-3               |
| 17.                                  | 13 oktober 2019   | Fairfield | Hardcourt     | Darian King    | Andre Goransson Sem Verbeek         | 6-4, 3-6, [12-10]      |

## Resultaten grote toernooien
| Legenda | Legenda                          |
| ------- | -------------------------------- |
| g.t.    | geen toernooi gehouden           |
| l.c.    | lagere categorie                 |
| –       | niet deelgenomen                 |
| G       | uitgeschakeld in de groepsfase   |
| 1R      | uitgeschakeld in de eerste ronde |
| 2R      | uitgeschakeld in de tweede ronde |
| 3R      | uitgeschakeld in de derde ronde  |
| 4R      | uitgeschakeld in de vierde ronde |
| KF      | uitgeschakeld in de kwartfinale  |
| HF      | uitgeschakeld in de halve finale |
| F       | de finale verloren               |
| W       | het toernooi gewonnen            |
| w-v     | winst/verlies-balans             |

### Enkelspel
| grandslamtoernooien |      |      |      |      |      |      |     |      |      |      |     |      |      |      |      |      |
| Australian Open     | –    | –    | –    | 1R   | –    | –    | –   | –    | –    | –    | –   | 1R   | 1R   | –    | –    | –    |
| Roland Garros       | –    | –    | –    | 1R   | –    | –    | –   | –    | 1R   | –    | –   | –    | 1R   | –    | –    | –    |
| Wimbledon           | –    | –    | –    | –    | –    | –    | –   | –    | –    | –    | –   | –    | 1R   | –    | g.t. | –    |
| US Open             | –    | –    | –    | 1R   | 2R   | –    | 2R  | 2R   | –    | –    | –   | –    | 1R   | –    | –    |      |
| ATP Masters 1000    |      |      |      |      |      |      |     |      |      |      |     |      |      |      |      |      |
| Indian Wells        | –    | –    | –    | –    | –    | –    | –   | –    | 1R   | –    | 1R  | –    | 2R   | –    | g.t. |      |
| Miami               | –    | –    | –    | –    | –    | –    | –   | –    | –    | –    | –   | –    | –    | –    | g.t. | –    |
| Monte Carlo         | –    | –    | –    | –    | –    | –    | –   | –    | –    | –    | –   | –    | –    | –    | g.t. | –    |
| Madrid              | –    | –    | –    | –    | –    | –    | –   | –    | –    | –    | –   | –    | –    | –    | g.t. | –    |
| Rome                | –    | –    | –    | –    | –    | –    | –   | –    | –    | –    | –   | –    | –    | –    | –    | –    |
| Montreal/Toronto    | 1R   | 1R   | 1R   | 2R   | 2R   | –    | 1R  | 1R   | 2R   | –    | 2R  | 2R   | 2R   | 1R   | g.t. | –    |
| Cincinnati          | –    | –    | –    | –    | –    | –    | –   | –    | –    | –    | –   | –    | –    | –    | –    |      |
| Shanghai            | l.c. | l.c. | l.c. | –    | –    | –    | –   | –    | –    | –    | –   | –    | –    | –    | g.t. | g.t. |
| Parijs              | –    | –    | –    | –    | –    | –    | –   | –    | –    | –    | –   | –    | –    | –    | –    |      |
| olympisch           |      |      |      |      |      |      |     |      |      |      |     |      |      |      |      |      |
| Olympische Spelen   | g.t. | g.t. | –    | g.t. | g.t. | g.t. | –   | g.t. | g.t. | g.t. | –   | g.t. | g.t. | g.t. | g.t. | –    |
| statistieken        |      |      |      |      |      |      |     |      |      |      |     |      |      |      |      |      |
| titels per jaar     | 0    | 0    | 0    | 0    | 0    | 0    | 0   | 0    | 0    | 0    | 0   | 0    | 0    | 0    | 0    | 0    |
| eindejaarsranking   | 821  | 343  | 214  | 185  | 207  | 285  | 180 | 141  | 186  | 712  | 135 | 137  | 119  | 184  | 218  |      |

### Dubbelspel
| grandslamtoernooien |     |     |     |      |      |
| Australian Open     | –   | –   | –   | –    | –    |
| Roland Garros       | –   | –   | –   | –    | –    |
| Wimbledon           | –   | –   | –   | g.t. | –    |
| US Open             | –   | –   | –   | –    |      |
| ATP Masters 1000    |     |     |     |      |      |
| Indian Wells        | –   | –   | –   | g.t. |      |
| Miami               | –   | –   | –   | g.t. | –    |
| Monte Carlo         | –   | –   | –   | g.t. | –    |
| Madrid              | –   | –   | –   | g.t. | –    |
| Rome                | –   | –   | –   | –    | –    |
| Montreal/Toronto    | –   | –   | 2R  | g.t. | 1R   |
| Cincinnati          | –   | –   | –   | –    |      |
| Shanghai            | –   | –   | –   | g.t. | g.t. |
| Parijs              | –   | –   | –   | –    |      |
| statistieken        |     |     |     |      |      |
| titels per jaar     | 0   | 0   | 0   | 0    | 0    |
| eindejaarsranking   | 228 | 123 | 181 | 178  |      |